# Posszam
A posszam (hangul:  보쌈, RR: bossam) egyfajta sszam (ssam) a koreai gasztronómiában. Főtt vagy sült sertéshúst tekernek friss növénylevélbe, különféle ízesítéssel. Dél-Koreában nagyon népszerű étel, szívesen fogyasztják andzsu (anju)ként, azaz alkoholos italok kísérő ételeként.

## Eredete
A posszam (bossam) eredete szorosan kapcsolódik a kimcshi (kimchi)éhez. A kimdzsang (kimjang) időszakban, amikor télire nagy mennyiségű kimcshi (kimchi)t készítettek a parasztok, a nemesurak sertéshúst ajándékoztak a készítőknek, hogy jobb kedvvel végezzék a feladatot, mivel a kimcshi (kimchi)készítés fáradságos és hosszadalmas munka volt, és a nemesek helyett is a szolgáik végezték. A sertéshúst megfőzték, felszeletelték és friss kimcshi (kimchi)vel fogyasztották.

## Elkészítése
A sertéshús főzőlevébe gyömbért és vöröshagymát tesznek, a kellemetlen szagok elűzése végett. A megfőtt húst vékonyra szeletelik, harapásnyi méretűre, majd szeudzsot (saeujeot)ba (fermentált garnélaszósz) mártják. Salátalevélre, kínai bazsalikom levelére vagy egyéb zöld levélre kevés friss kimcshi (kimchi)t helyeznek, erre kerül a hús, majd valamilyen szósz (például sszamdzsang (ssamjang) vagy kocshudzsang (gochujang)). Kerülhet rá fokhagyma vagy akár nyers osztriga is. Az így feltekert vagy összehajtogatott sszam (ssam)ot egy harapással fogyasztják el. Az éttermekben a posszam (bossam) mellé gyakran szolgálnak fel kamdzsathang (gamjatang)ot, azaz burgonyalevest. A posszam (bossam) készülhet sült húsból is.

## Galéria

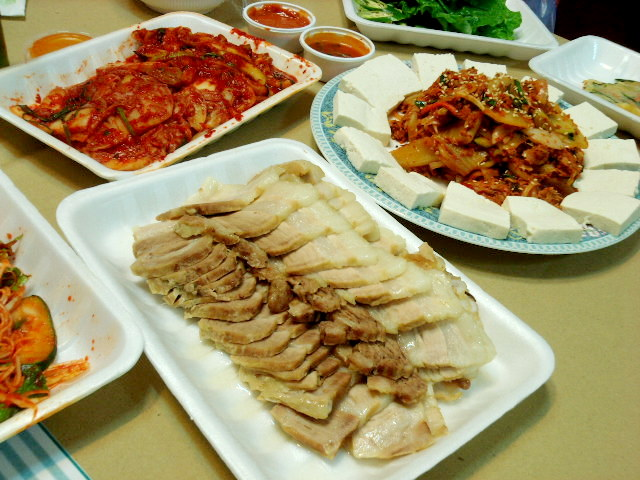
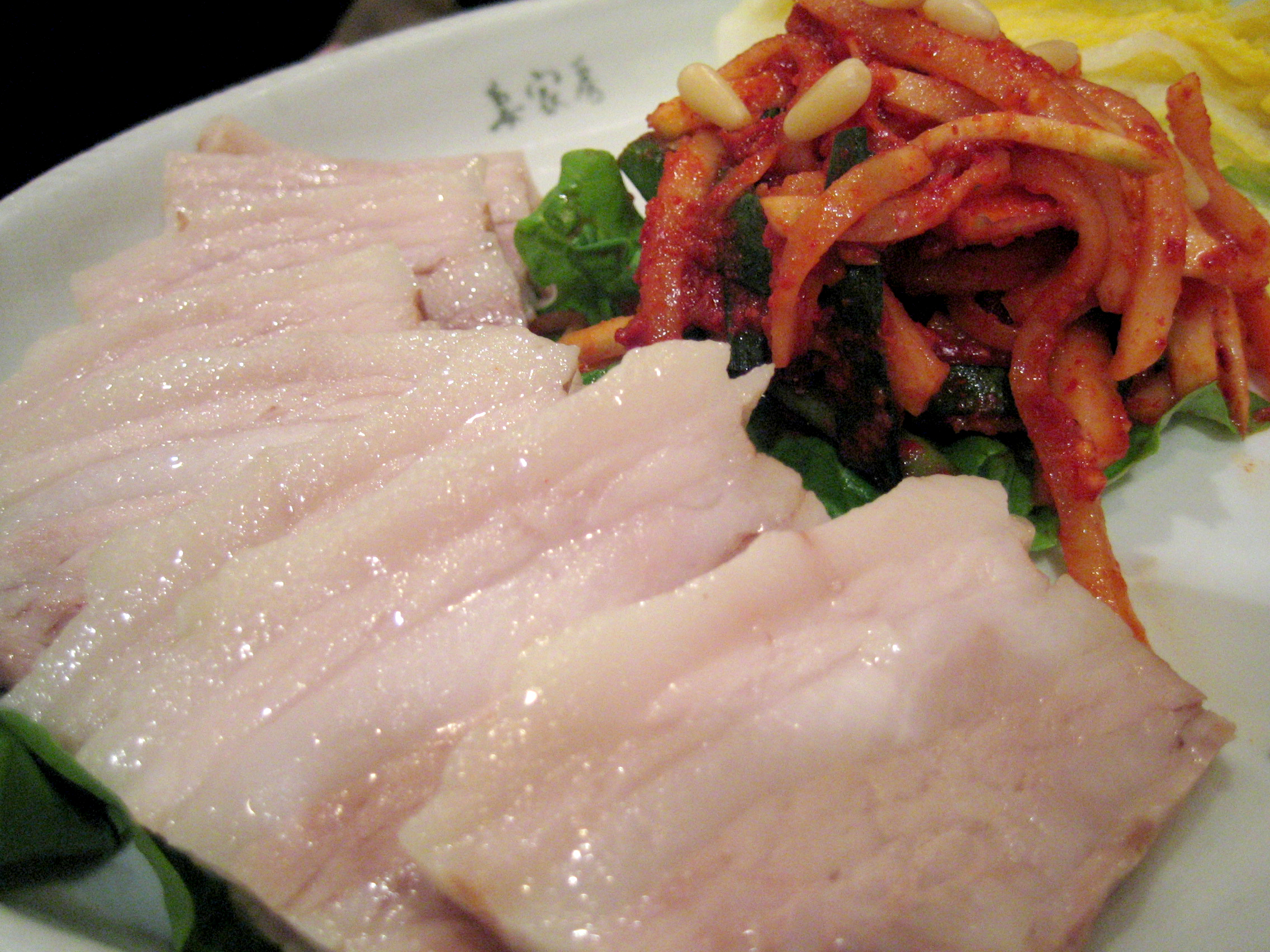
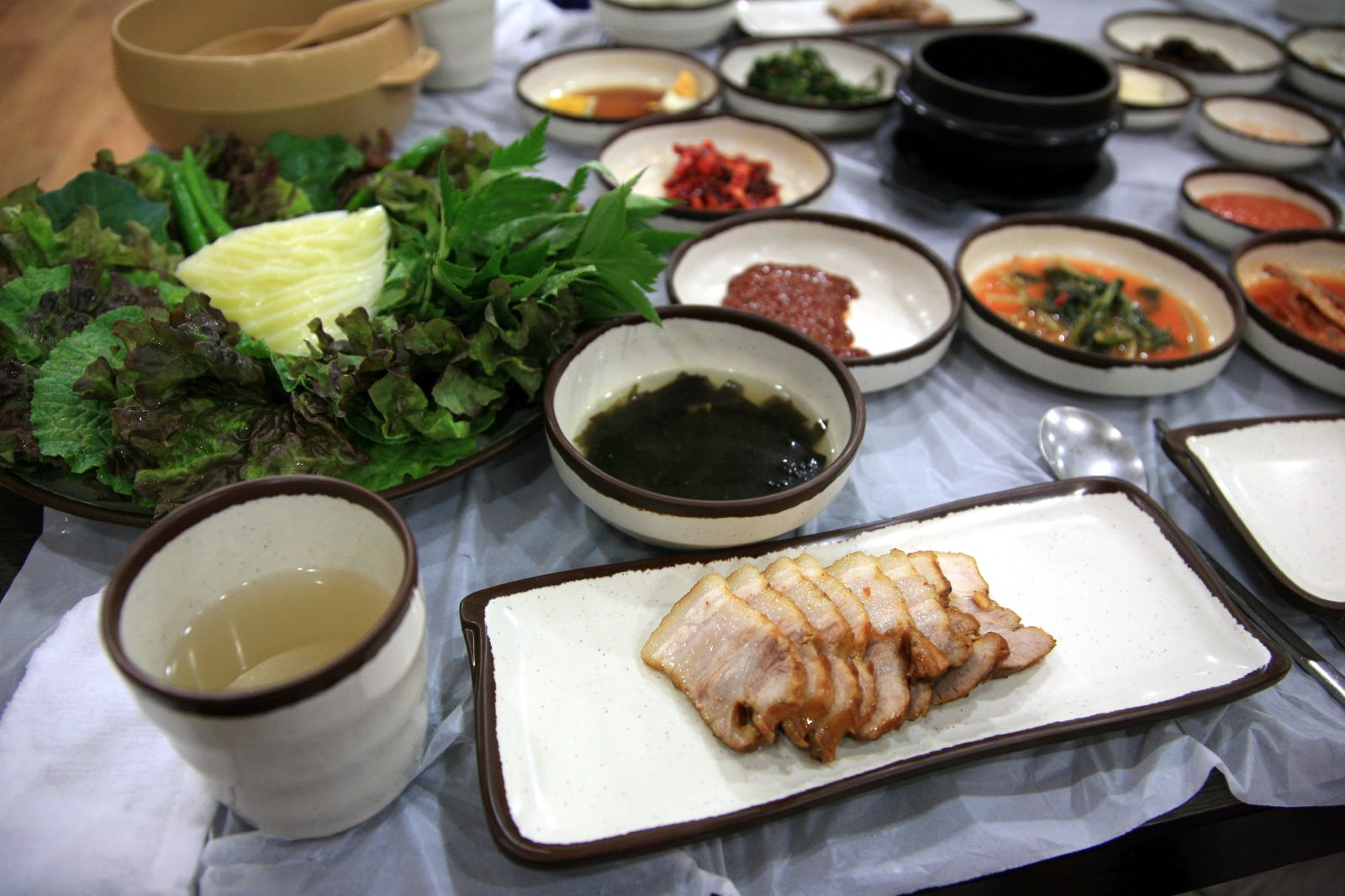